# سويتشي شيمانه
سويتشي شيمانه (باليابانية: 島根 聡一) (مواليد 28 مايو 1969)، هو لاعب كرة قدم سابق كان يلعب كمدافع.